# Samet (vazba pletenin)

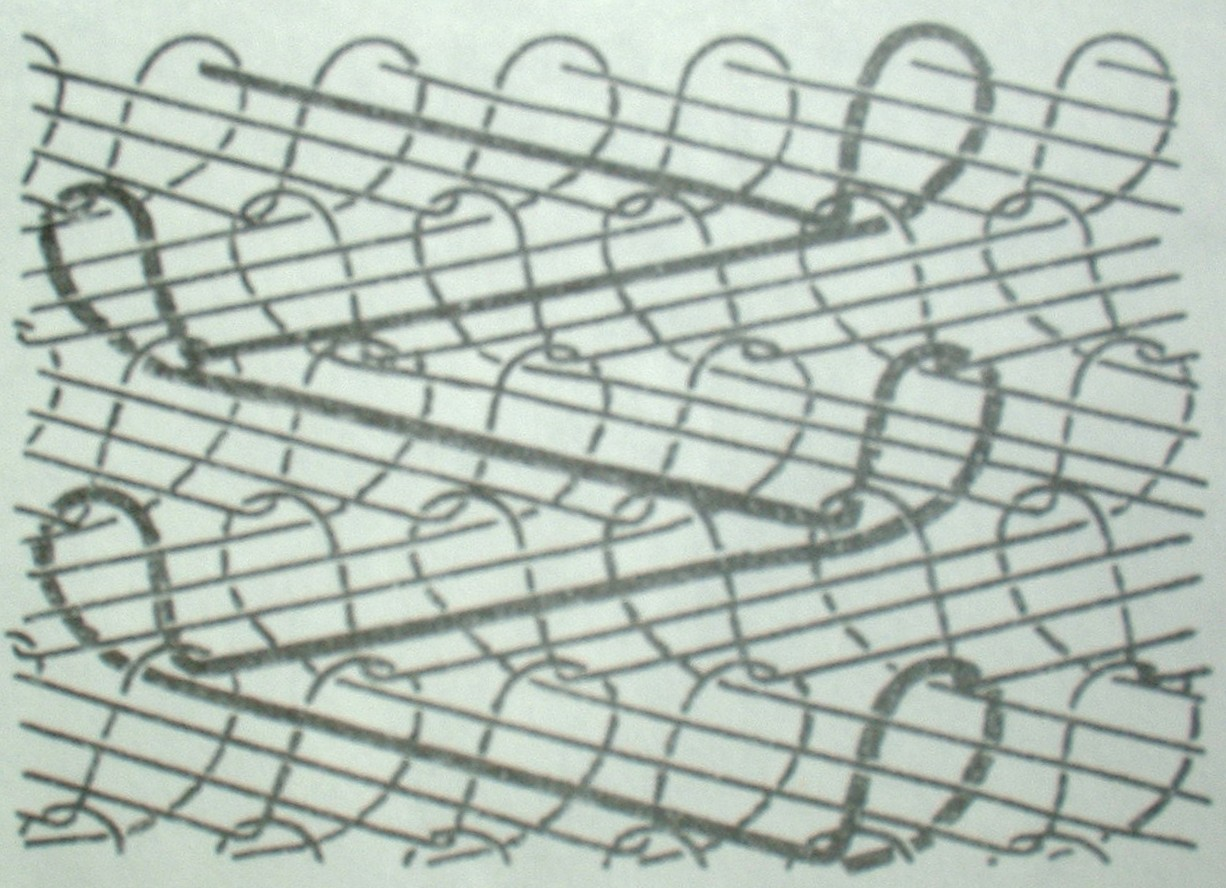
Schéma sametové vazby

Samet je vazba osnovních pletenin, která vzniká střídavým kladením osnovní nitě na čtvrtou sousední jehlu.
Konstrukce vazby je odvozena od trikotu, oproti kterému má satén delší spojovací kličky. (Trikot se klade na první sousední jehlu).
Spojovací kličky se dají i prodloužit, když je to nutné ke vzorování pleteniny. S prodloužením kličky se snižuje příčná elasticita látky.
Samet se vyrábí na jednolůžkových nebo dvoulůžkových osnovních strojích s otevřeným nebo uzavřeným kladením.

Z kombinací s ostatními vazbami jsou známé např.
- Samet s řetízkem (nyltest) – zboží s nízkou elasticitou, podobné tkanině
- Samet s trikotem (velur) – obě vazby se kladou ve stejném směru, pletenina má značnou sráživost. Čím vyšší sráživost, tím delší je velurový vlas po následujícím počesávání.